# رزیدنت ایول: تاریخچه تاریکی
رزیدنت ایول: تاریخچهٔ تاریکی (به انگلیسی: Resident Evil: The Darkside Chronicles) و (به ژاپنی: バイオハザード / ダークサイド・クロニクルズ) یک بازی ویدئویی در سبک ریل شوتر و یکی دیگر از بازی‌های مجموعه رزیدنت ایول است که توسط شرکت کپ‌کام و کاویا در سال ۲۰۰۹ برای کنسول نینتندو وی ساخته و منتشر شد. سبک این بازی نیز همانند نسخهٔ پیشین این مجموعه، به شکل خطی و تیراندازی می‌باشد.
در سال ۲۰۰۷ شرکت کپکام، بازی رزیدنت ایول: تاریخچه آمبرلا را منتشر ساخت. در این بازی، رویدادهای مهم نسخه‌های پیشین و اصلی این سری که به نوعی با شرکت آمبرلا ارتباط داشتند، مانند رزیدنت ایول صفر، رزیدنت ایول ۱، رزیدنت ایول ۳ و مأموریتی به نام پایان آمبرلا را به شکلی گذرا نمایش دادند. این بازی‌ها نسخهٔ بازسازی شده از سری‌های نامبرده نبود و فقط رویدادهای مهم آن بازی‌ها را به شکلی کوتاه، تقریباً متفاوت و البته از زاویهٔ اول‌شخص روایت می‌کرد. به پیشنهاد نینتندو، کپ‌کام پس از ساخت و انتشار این بازی، تصمیم داشت تا دیگر نسخه‌های اصلی و مرتبط به آن را در این سری، به همین سبک تولید کند.
این بازی در کنار نسخهٔ رزیدنت ایول: تاریخچه آمبرلا، در مجموعه اچ‌دی تاریخچه رزیدنت ایول قرار داده شد که در ژوئن ۲۰۱۲ از طریق پلی‌استیشن نتورک برای کنسول پلی‌استیشن ۳ در دسترس قرار گرفت.

## روند بازی
این بازی همانند نسخهٔ تاریخچهٔ آمبرلا، به شکل خطی می‌باشد و پیشبرد داستان و حرکت کاراکتر به سوی هدف‌ها برعهده خود بازی می‌باشد (به جز برخی موارد که به بازیباز حق انتخاب داده می‌شود). بازیباز فقط می‌تواند دشمنان را نابود کرده یا به جمع‌آوری آیتم‌های گوناگون بپردازد. زاویهٔ دید اول شخص می‌باشد و گاهی نیز هم‌تیمی بازیباز در تصویر نمایش داده می‌شود. بازی دارای سیستم جمع‌آوری پول بوده و در آغاز هر مرحله قابلیت ارتقاء اسلحه‌ها با کمک پول جمع‌آوری شده وجود دارد.

## داستان
در بازی رزیدنت ایول: تاریخچهٔ تاریکی، در مجموع سه سناریو اصلی وجود دارد. عملیات خاویر (به انگلیسی: Operation Javier)، که در آن لیان اس. کندی به همراه جک کراوزر ایفاگر نقش‌های اصلی و قابل کنترل هستند. سناریو دیگر شهر فراموش شده از یادها (به انگلیسی: Memories of a Lost City)، که در آن کلر ردفیلد و لیان اس کندی نقش‌های اصلی و قابل کنترل را دارند و در نهایت سناریو آخر، بازی گمنام (به انگلیسی: Game of Oblivion) نام داشته و در آن کلر ردفیلد، استیو بورنساید و کریس ردفیلد به عنوان نقش‌های اصلی و قابل کنترل، حضور دارند.

## سناریوها

### عملیات خاویر
در سال ۲۰۰۲، لیان اسکات کندی و جک کراوزر به یک مأموریت در کشوری در آمریکای جنوبی فرستاده می‌شوند. عملیات پیرامون شخصی به نام خاویر هیدالگو است که در گذشته پژوهشگر شرکت آمبرلا بود. در ادامهٔ این مأموریت کراوزر از لیان می‌خواهد تا هرآنچه را در مورد «BOWs» می‌داند بازگو کند. لیان رویدادهای رزیدنت ایول ۲ را بازگو کرده و در این هنگام سناریو شهر فراموش شده از یادها، که در حقیقت بازگوکنندهٔ رویدادهای اصلی بازی رزیدنت ایول ۲ است آغاز می‌شود. پس از پایان سناریو شهر فراموش شده از یادها، بازیباز بار دیگر به سناریو عملیات خاویر بازمی‌گردد. با پیشبرد داستان، آن دو متوجه می‌شوند که نمونه‌ای از ویروس تی.ورونیکا به دست خاویر افتاده است. لیان این‌بار با بازگو کردن رویدادهای رزیدنت ایول کد: ورونیکا برای کراوزر، بازیباز را وارد سناریو بازی گمنام می‌کند. این سناریو نیز بازگوکنندهٔ رویدادهای اصلی بازی رزیدنت ایول کد: ورونیکا است. پس از به پایان رساندن این سناریو، بازیباز وارد ادامهٔ سناریو عملیات خاویر شده و این مأموریت را ادامه می‌دهد. لیان و کراوزر، در زمان انجام مأموریت خود، با دختری به نام مانوئلا آشنا می‌شوند که در آن منطقه گیر افتاده بود. با پیشبرد داستان مشخص می‌شود که مانوئلا دختر خاویر است و به ویروس تی. ورونیکا آلوده شده است. این دختر در برابر ویروس ورونیکا از خود مقاومت نشان داده بود و فقط دست راست او دچار تغییر شده بود. اما مانوئلا نمی‌خواست که از انسانیت خود فرار کند. لیان و کراوزر پس از پشت سر گذاشتن مراحل مختلف بازی، با خاویر که به ویروس تی. ورونیکا آلوده شده بود به نبرد پرداخته و موفق می‌شوند که او را نابود کنند. مانوئلا هم در نهایت توسط دولت دستگیر می‌شود.
با به پایان رساندن بازی مأموریتی به نام داستان مخفی کراوزر آزاد می‌شود که در آن باید دوباره سناریو عملیات خاویر انجام شود؛ اما این‌بار، فقط شخصیت کراوزر قابل انتخاب بوده و در آن تمایل مخفیانهٔ کراوزر به استفاده از BOWها آشکار می‌شود.

### شهر فراموش شده از یادها
در این سناریو، رویدادهای مهم بازی رزیدنت ایول ۲ بازگو می‌شود. برخلاف نسخهٔ اصلی رزیدنت ایول ۲ که در آن لیان و کلر جدا از هم، داستان بازی را پیش می‌بردند، در این سناریو، این دو نفر در کنار یکدیگر بوده و رویدادهای مهم بازی رزیدنت ایول ۲ را بازگو می‌کنند. همانند نسخهٔ اصلی، شری برکین، ایدا وانگ، آنت برکین و ویلیام برکین نیز در داستان حضور دارند.

### بازی گمنام
در این سناریو، رویدادهای مهم بازی رزیدنت ایول کد:ورونیکا روایت می‌شود. برخلاف نسخهٔ اصلی رزیدنت ایول کد: ورونیکا که در آن کلر و استیو جدا از هم، داستان بازی را به پیش می‌بردند، در این سناریو، این دو نفر در کنار یکدیگر بوده و رویدادهای مهم بازی در بخش نخست سناریو را بازگو می‌کنند. در بخش دوم سناریو کریس ردفیلد وارد داستان می‌شود و در کنار کلر (برخلاف نسخهٔ اصلی که جدا از هم بودند) رویدادهای مهم این بازی را بازگو می‌کنند. همانند نسخهٔ اصلی، الکساندر آشفورد، آلکسیا آشفورد و آلفرد آشفورد نیز در داستان حضور دارند. ضمن آنکه در میان‌پردهٔ پایانی سناریو، آلبرت وسکر هم نشان داده شد؛ این در حالی است که در نسخهٔ اصلی بازی رزیدنت ایول کد: ورونیکا، آلبرت وسکر در متن داستان حضور داشت.

## بازتاب‌ها
| گردآورنده  | امتیاز       |
| ---------- | ------------ |
| گیم‌رنکینگز | ۷۴٫۵۵٪       |
| متاکریتیک  | ۷۵٪ (۵۵ نقد) |

| ناشر         | امتیاز |
| ------------ | ------ |
| وان‌آپ.کام    | A-     |
| گیم اینفورمر | ۸/۱۰   |
| گیم‌پرو       | ۳/۵    |
| گیم‌اسپات     | ۶/۱۰   |
| گیم‌تریلرز    | ۷٫۹/۱۰ |
| آی‌جی‌ان       | ۸٫۱/۱۰ |
| ام! گیمز     | ۸۸٪    |